# A Kiss for Susie
A Kiss for Susie er en amerikansk stumfilm fra 1917 af Robert Thornby.

## Medvirkende
- Vivian Martin som Susie Nolan.
- Tom Forman som Phil Burnham.
- John Burton som Peter Schwartz.
- Jack Nelson som Jim Noolan
- Pauline Perry som Lizzie Nolan.